# ملعب السكة الحديد
ملعب السكة الحديد هو ملعب متعدد الاستخدامات يقع في مدينة القاهرة في مصر . و هو يستخدم غالبا في مباريات كرة القدم حيث يستضيف مباريات العودة لنادي السكة الحديد . و يتسع الملعب لحوالى من 25,000 متفرج.

## روابط خارجية
- استاد السكة الحديد
- Al-Sekka Al-Hadid Stadium نسخة محفوظة 9 مارس 2016 على موقع واي باك مشين.